# 訃報 1983年6月
訃報 1983年6月（ふほう 1983ねん6がつ）では、1983年（昭和58年）6月中に物故した、又は物故が報じられた人物についてまとめる。

## （1日 - 15日）

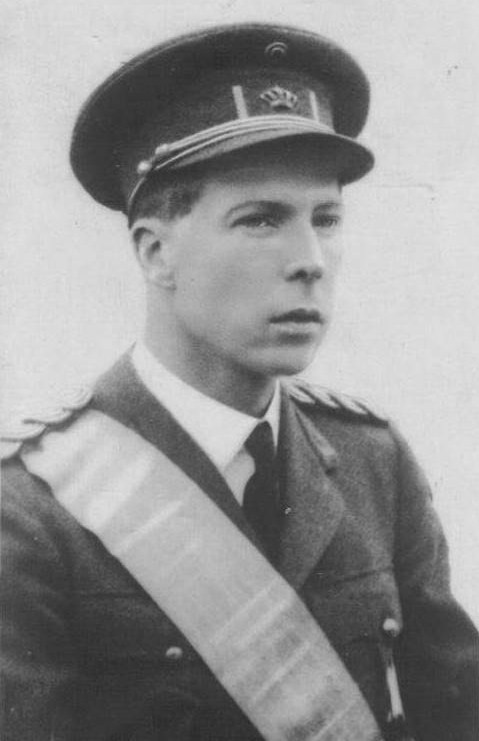
シャルル・ド・ベルジック／6月5日没

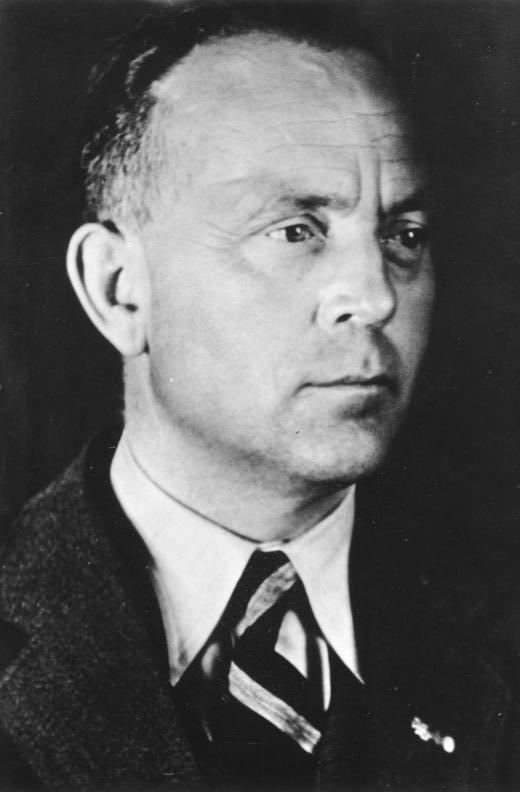
クルト・タンク／6月5日没

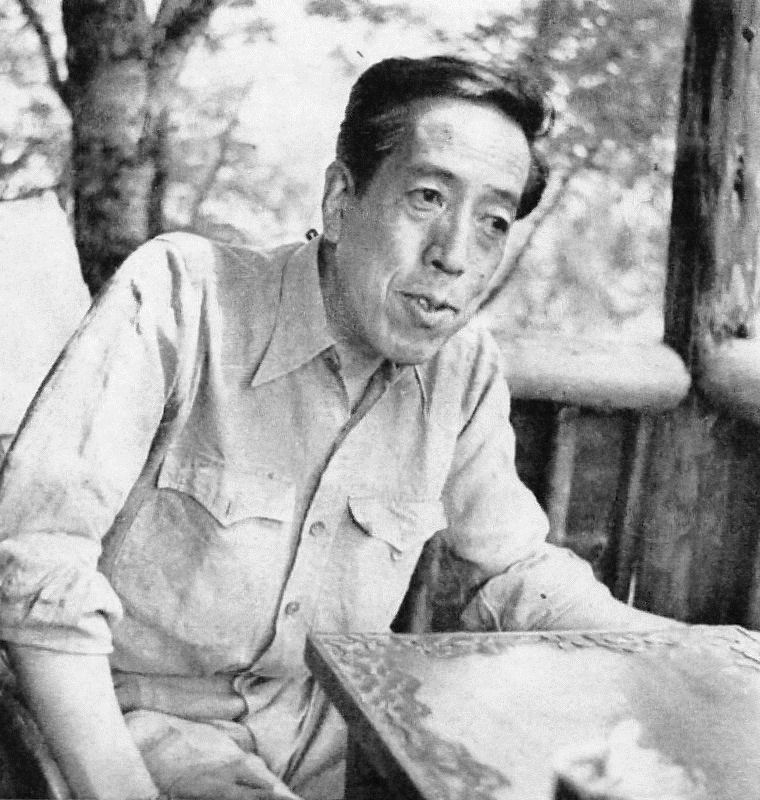
羽仁五郎／6月8日没

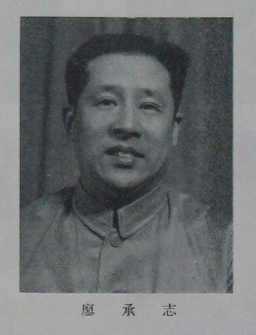
廖承志／6月10日没

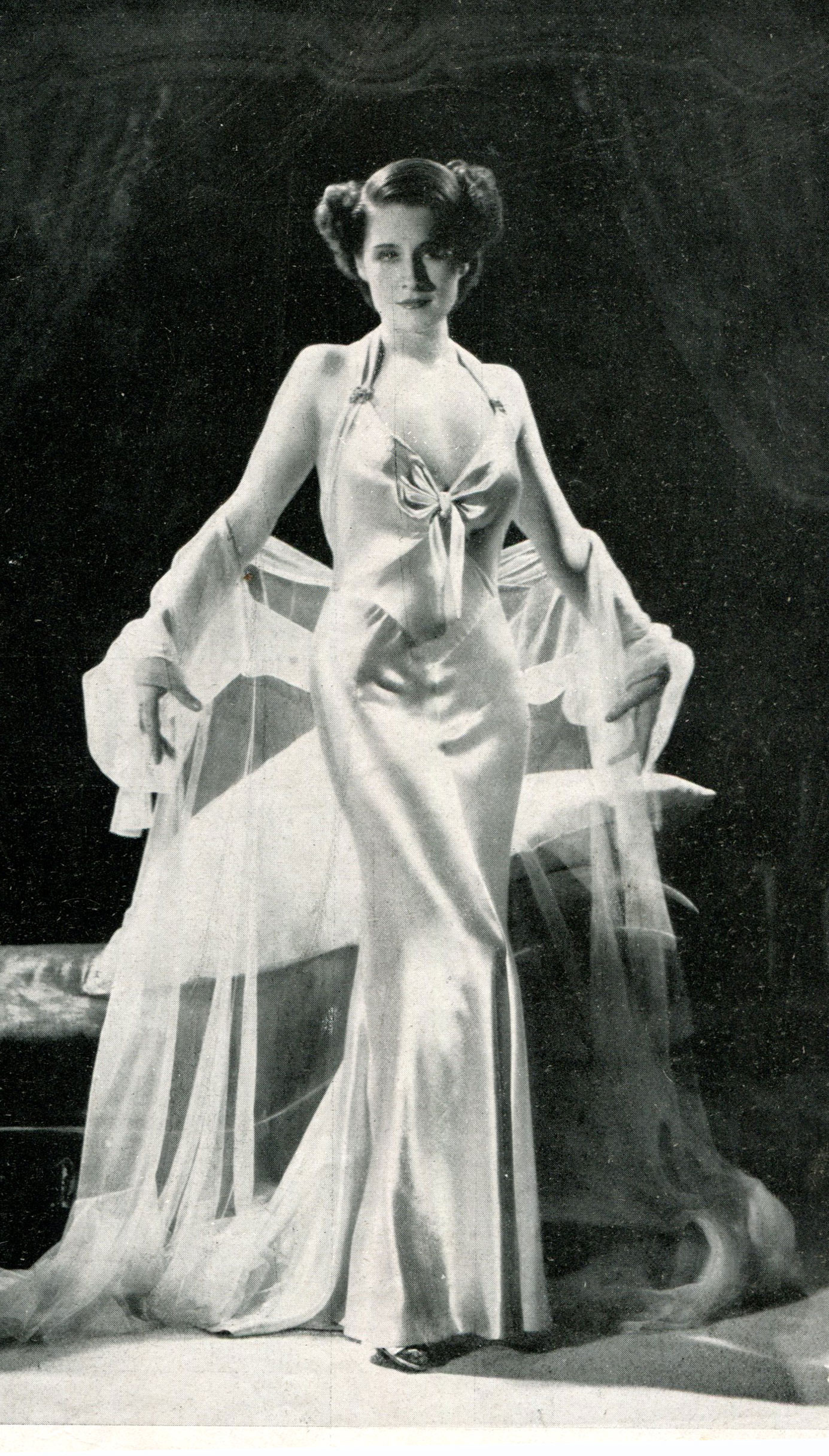
ノーマ・シアラー／6月12日没

- 6月1日 - シャルル・ド・ベルジック、ベルギーの王族(* 1903年)
- 6月1日 - 森長英三郎、弁護士（* 1906年）
- 6月2日 - 岩崎隆弥[要出典]、小岩井農牧会長・三菱製紙元会長(* 1896年)
- 6月3日 - 前嶋信次、イスラム史研究者(* 1903年)
- 6月5日 - クルト・タンク、ドイツの航空技術者(* 1898年)
- 6月8日 - 羽仁五郎、歴史家(* 1901年)
- 6月10日 - 廖承志、政治家（* 1908年）
- 6月12日 - ノーマ・シアラー、女優(* 1902年)
- 6月12日 - 松沢雄蔵、元行政管理庁長官(* 1910年)

## （16日 - 30日）

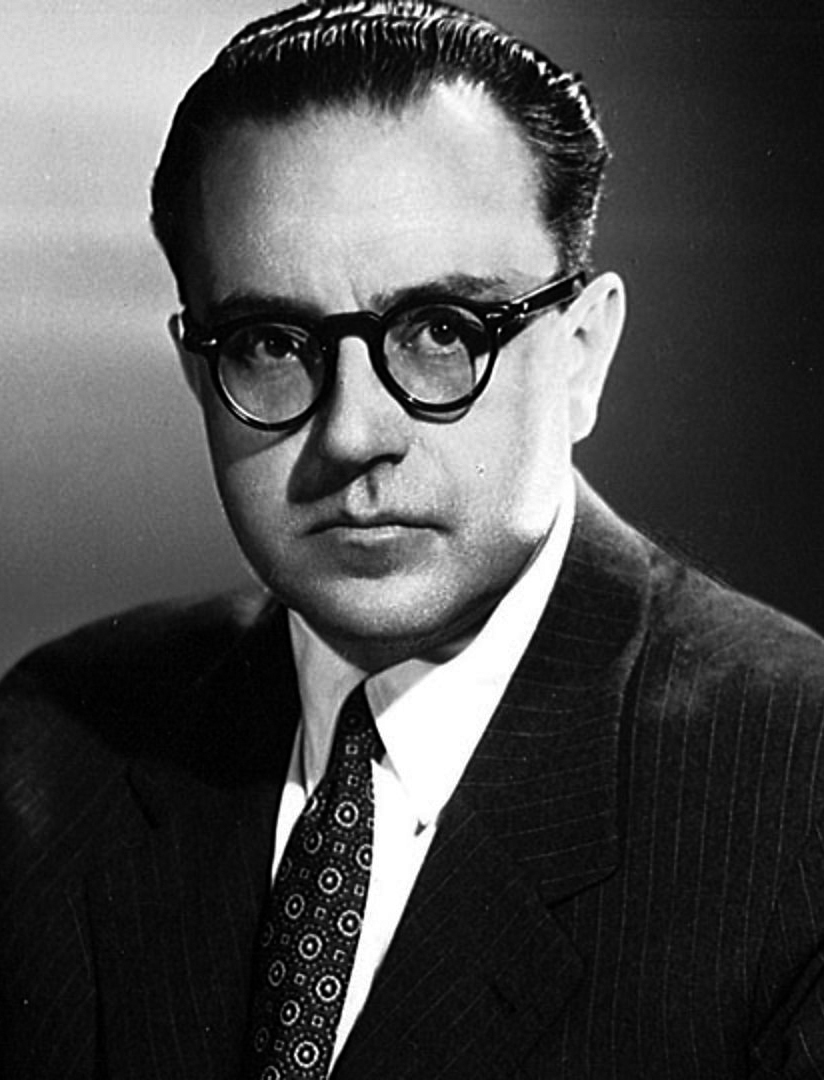
アルベルト・ヒナステラ／6月25日没

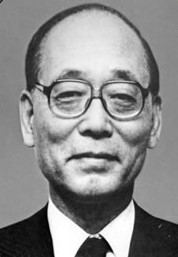
谷垣専一／6月27没

- 6月17日 - ピーター・メニン、作曲家(* 1923年)
- 6月25日 - アルベルト・ヒナステラ、作曲家(* 1916年)
- 6月27日 - 谷垣専一、元文部大臣(* 1913年)
- 6月28日 - 尾上栄五郎、俳優(* 1905年)
- 6月28日 - 沖雅也、俳優(* 1952年)